# Cruciani
Cruciani je priimek več oseb:
- Alphonse-Louis Cruciani, francoski general
- Giuseppe Cruciani, italijanski novinar